# Narcissus jonquilla subsp. fernandesii
Narcissus jonquilla subsp. fernandesii es una subespecie de planta bulbosa perteneciente a la familia de las amarilidáceas que es endémica de la península ibérica.

## Descripción
Es una planta bulbosa con las hojas verdes como junquillos. La inflorescencia contiene hasta cuatro flores por umbela, las flores tienen el tubo curvo. Se distribuyen por Portugal y España. Muy similar a Narcissus cordubensis , que se incluye a veces con él. Es originaria de España y Portugal y tiene de una hasta cinco fragantes flores de color amarillo oscuro. Florece a finales del invierno, hasta  la primavera.

## Taxonomía
Narcissus jonquilla fue descrita por (Pedro) Zonn. y publicado en Plant Systematics and Evolution 275: 130, en el año 2008.
Etimología
Narcissus nombre genérico que hace referencia  del joven narcisista de la mitología griega Νάρκισσος (Narkissos) hijo del dios río Cephissus y de la ninfa Leiriope; que se distinguía por su belleza. 
El nombre deriva de la palabra griega: ναρκὰο, narkào (= narcótico) y se refiere al olor penetrante y embriagante de las flores de algunas especies (algunos sostienen que la palabra deriva de la palabra persa نرگس y que se pronuncia Nargis, que indica que esta planta es embriagadora). 
fernandesii: epíteto
Sinonimia
- Narcissus cerrolazae Ureña
- Narcissus fernandesii Pedro
- Narcissus jonquilla var. henriquesii Samp.
- Narcissus marianicus Fern.Casas[3]